# (500145) 2012 DC30
(500145) 2012 DC30 es un asteroide perteneciente al cinturón de asteroides, descubierto el 24 de febrero de 2012 por el equipo del Pan-STARRS desde el Observatorio de Haleakala, Hawái, Estados Unidos.

## Designación y nombre
Designado provisionalmente como 2012 DC30.

## Características orbitales
2012 DC30 está situado a una distancia media del Sol de 2,597 ua, pudiendo alejarse hasta 3,011 ua y acercarse hasta 2,183 ua. Su excentricidad es 0,159 y la inclinación orbital 13,22 grados. Emplea 1529,00 días en completar una órbita alrededor del Sol.

## Características físicas
La magnitud absoluta de 2012 DC30 es 16,9.